# Culex browni
Culex browni é um espécie de mosquito do género Culex, pertencente à família Culicidae.